# Borgen Lockenhaus

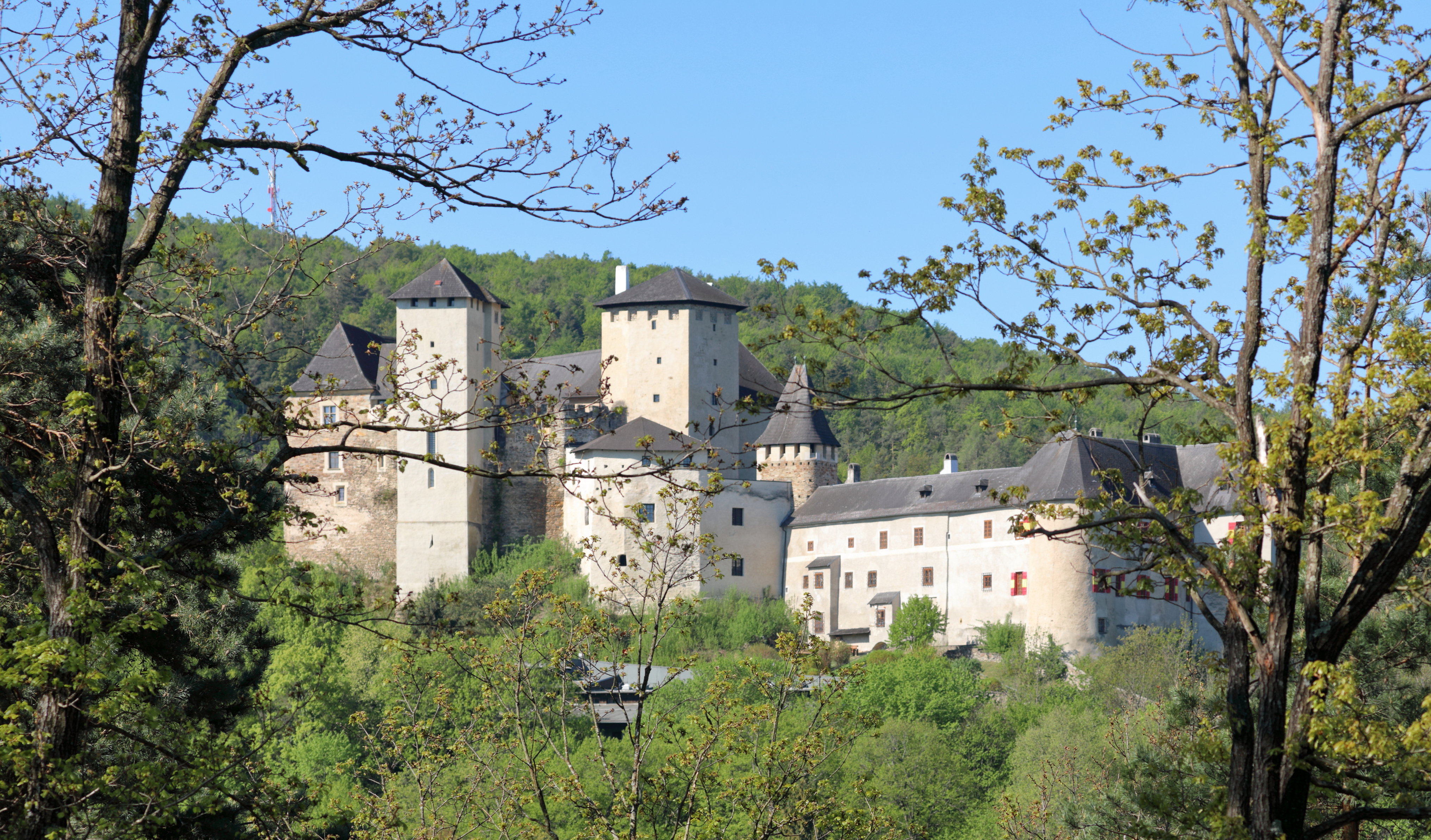

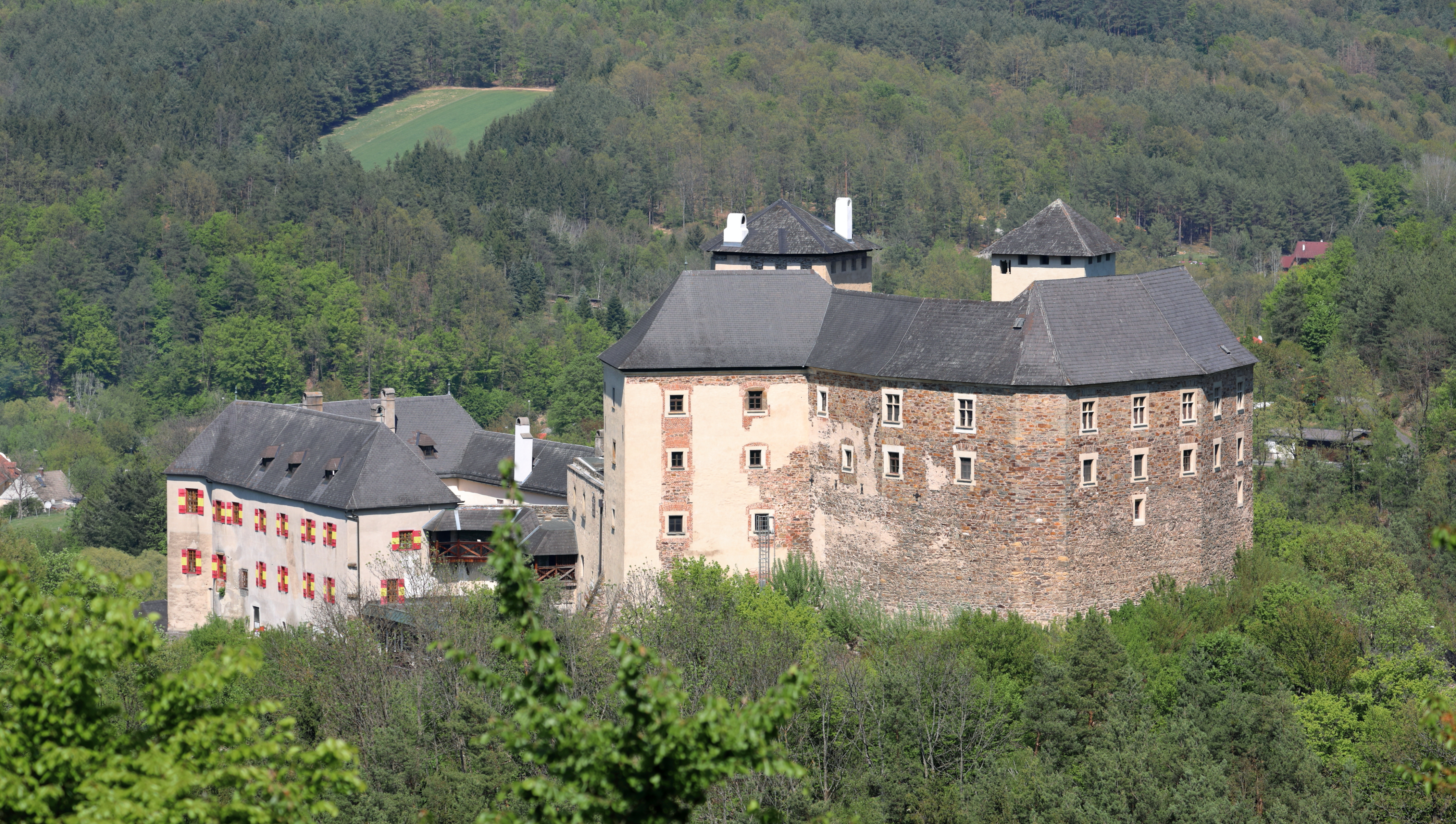

Borgen Lockenhaus är en medeltida fästning i den österrikiska kommunen Lockenhaus cirka 16 km sydväst om staden Oberpullendorf i Burgenland. Lockenhaus ligger på ett berg, där floden Güns gör en slinga, och behärskade en viktig medeltida handelsled.

## Historia
Det antas att en borg med namnet Leuca byggdes här kring år 1200. 1242 omnämndes borgen för första gången i skriftliga källor. Senast 1270 ägdes borgen av greven av Güssing. Grevarna av Güssing som var mycket ambitiösa och lyckades med att bygga upp en respektabel maktposition i västra Ungern, kom i konflikt med både sina grannar, habsburgarna, och sin egen härskare, kungen av Ungern. 1337 stormades borgen av kungliga trupper.
Under de följande tre århundradena bytte borgen flera gånger ägare, men två adelsätter bestämde borgens utveckling: ätterna Kaniszai fram till 1535 (med flera avbrott) och Nádasdy (1535–1676), som också byggde den nedre borgen (tyska Untere Burg). Mest känd har blodgrevinnan Elisabet Báthory blivit som var en sadistisk psykopat och torterade ett stort antal tjänsteflickor till döds på alla tänkbara sätt. Hennes sonson Frans III Nádasdy avrättades i Wien 1671 i samband med Zrinski-Frankopankonspirationen. 
1676 ärvde familjen Esterházy den stora förmögenhet som Nádasdy hade efterlämnat, bland annat också fästningen Lockenhaus. Fästningen förblev i Esterházys ägo i nästan 300 år. Under det västungerska upproret i början av 1700-talet prövades borgens militära funktion för sista gången. Efter det försummades borgens underhåll. 1868 flyttade godsförvaltningen in i det före detta augustinklostret i orten Lockenhaus och borgens förfall började. En romantisk våg kring sekelskiftet 1900 föranledde Nikolaus IV Esterházy att överväga en restaurering av fästningen, men när det visade sig att det skulle bli mycket kostsamt, ställdes arbetet in.
1968 köpte författaren Paul Anton Keller borgen Lockenhaus och började med att renovera den. Efter hans död överfördes borgen till en stiftelse som idag driver verksamheten.

## Borgen idag
Fästningen är öppen för besökare. Den gamla borgen (Hochburg) kan besiktigas. Mest kända är den inre borggården från 1200-talet och ryttarsalen.
Det nedre slottet (Untere Burg) är idag ett hotell. På sommaren ges kammarmusikkonserter på borgen.